# Stationäre Wavelet-Transformation
Die stationäre Wavelet-Transformation (SWT)
ist ein Wavelet-Transformationsalgorithmus, der die Verschiebungsvarianz der diskreten Wavelet-Transformation (DWT) beseitigen soll. Diese führt bei minimal verschobenen Signalen zu erheblich anderen Wavelet-Koeffizienten und nicht zu minimal verschobenen, aber ansonsten gleichen Koeffizienten.
Die stationäre Wavelet-Transformation stellt in der Signalanalyse bezüglich der Zeit- oder Ortsachse eine Alternative zur kontinuierlichen Wavelet-Transformation dar, ist aber skalendiskret. Beispielsweise wird sie zur Kantendetektion eingesetzt.
Die Verschiebungsinvarianz wird durch das Entfernen von Up- und Downsampling-Schritten der DWT und Hinzufügen von Upsampling der Filter-Koeffizienten mit einem Faktor von {\displaystyle 2^{(j-1)}} auf der {\displaystyle j}ten Skala des Algorithmus erreicht.
Die SWT ist ein inhärent redundantes Schema, da die Ausgabe auf jeder Skala der SWT die gleiche Anzahl an Samples enthält wie die Eingabe. Somit entsteht bei einer Zerlegung auf {\displaystyle N} Skalen eine {\displaystyle N}-fache Redundanz der Wavelet-Koeffizienten.
Der Algorithmus ist auch bekannt als "algorithme à trous" im Französischen (trous: Löcher), was sich auf die eingefügten Nullen in die Filterkoeffizienten bezieht. Er wurde von Holschneider et al. eingeführt.

## Implementierung
Das folgende Blockdiagramm stellt eine digitale Implementierung der SWT dar.

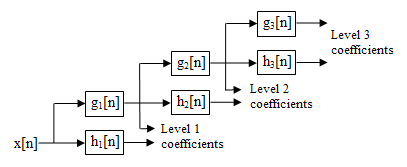
Eine 3-Skalen-SWT-Filterbank

In obigem Diagramm werden für jede Skala die Filter der vorherigen Skala verwendet, bei denen die Abtastrate erhöht wurde (Upsampling) (siehe nachfolgende Abbildung).

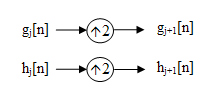
SWT-Filter

## Anwendungsgebiete
Die SWT findet Anwendung in verschiedenen Bereichen, z. B. in
- Mustererkennung
- Signalrauschunterdrückung

## Synonyme
Die Idee, das Unterabtasten der diskreten Wavelet-Transformation auszulassen, ist hinreichend intuitiv, dass diese Variante verschiedene Male "erfunden" wurde, jeweils mit unterschiedlichen Namen.
- stationäre Wavelet-Transformation (stationary wavelet transform)
- redundante Wavelet-Transformation (redundant wavelet transform)
- Algorithme à trous
- quasi-kontinuierliche Wavelet-Transformation (quasi-continuous wavelet transform)
- verschiebungsinvariante Wavelet-Transformation (shift-invariant wavelet transform)
- translationsinvariante Wavelet-Transformation (translation-invariant wavelet transform)
- Wavelet-Transformation mit maximaler Überlappung (maximal overlap wavelet transform, MODWT)
- Undecimated wavelet transform (UWT)
- Cycle spinning